# Peter Duesberg
Peter Duesberg, né le 2 décembre 1936 à Münster (Allemagne), est un biologiste d'origine allemande professeur de biologie moléculaire et cellulaire à l'université de Californie à Berkeley. Pionnier en matière de recherche sur les rétrovirus, premier scientifique à avoir isolé un gène du cancer et récipiendaire de "l'Outstanding Investigator Grant" du National Institut of Health (NIH). Ses articles mettant en doute l'hypothèse VIH/SIDA ont été publiés dans les plus prestigieuses revues scientifiques : New England Journal of Medicine ; Science ; Nature ; The Lancet ; British Medical Journal ; Proceeding of the National Academy of Sciences et Cancer Research.

## Biographie
Peter Duesberg est né de parents médecins.

### Travaux sur la grippe
En 1968-1970, il a démontré que le virus de la grippe a un génome segmenté, ce qui expliquerait sa faculté unique de former des recombinants en réorganisant des segments sub-génomiques. Il a isolé le premier gène de cancer au cours de son travail sur les rétrovirus en 1970, et établi la cartographie génétique de ces virus. Ce travail et ceux qui ont suivi dans le même domaine lui ont valu d'être élu en 1986 à l'Académie nationale des sciences. Une bourse de sept ans lui a été aussi attribuée en 1986 par le National Institutes of Health en tant que outstanding investigator.

### Théories scientifique sur l'origine du sida
Duesberg, opposé à la théorie de l'origine virale du sida, conteste la responsabilité du VIH dans le développement de cette maladie. Il suppose que les différentes affections regroupées sous le nom de sida sont dues à la consommation sur une longue durée de drogues ou d'AZT (ce dernier étant prescrit à l'origine contre le sida), à la malnutrition et à d'autres pratiques qui affaiblissent le système immunitaire. Depuis que Duesberg a exposé son hypothèse en 1987, les savants ont mis en cause sa pertinence. Une méta-analyse de l'hypothèse de Duesberg a été publiée en 1994 dans la revue Science. Ses conclusions sont que le biologiste américain a écarté tous les arguments susceptibles de le contredire. La communauté scientifique considère aujourd'hui que les preuves que le VIH est à l'origine du sida sont concluantes et rejette les théories comme celle de Duesberg, jugées négationnistes, fondées essentiellement sur des arguments sans valeur scientifique et relevant de la théorie du complot.

## Études
- Études de chimie de 1956 à 1958 à l'université de Wurtzbourg (Allemagne).
- Université de Bâle (Suisse) en 1958-1959
- Études de chimie de 1959 à 1961 à l'université de Munich (Allemagne)
- Études de chimie de 1961 à 1963 à l'université de Munich (Allemagne). Obtention de son doctorat.

## Expériences professionnelles
- Après avoir été en 1963 post-doctoral research fellow au Max Planck Institute for Virus Research de Tubingen, il entre au Department of Molecular Biology and Virus Laboratory de l'université de Berkeley. Il travaillait déjà depuis 1959 avec le Department of Molecular & Cell Biology de cette université.
- À partir de 1964 il y est chercheur assistant en virologie (assistant research virologist) et chercheur post-doctoral (post-doctoral fellow)
- En 1968, il devient professeur assistant résident et chercheur en biochimie (research biochemist)
- En 1970, il devient professeur assistant.
- En 1971, il devient professeur associé.
- Depuis 1973, il est professeur.

## Distinctions
- 1969 : Merck Award
- 1971 : California Scientist of the Year Award
- 1981 : First Annual American Medical Centre Oncology Award
- 1986 : Outstanding Investigator Award National Institute of Health
- 1986 : élu membre de l'Académie nationale des sciences
- 1986-1987 : Fogarty Scholar-in-Residence at the National Institutes of Health Bethesda MD
- 1988 : Wissenschaftspreis, Hanovre Allemagne
- 1988 : Lichtfield Lecturer, Oxford England
- 1990 : C.J. Watson Lecturer, Abbott Northwestern Hospital, Minneapolis MN
- 1992 : Fisher Distinguished Professor, University of North Texas, Denton TX
- 1992 : Shaffer Alumni Lecturer, université Tulane, La Nouvelle-Orléans LA